# John Gossage
 (octobre 2021).
Pour les articles homonymes, voir Gossage.
John Gossage est un photographe américain, né en 1946 à Staten Island (New York).
John Gossage est reconnu pour ses livres d'artiste et d'autres publications dans lesquelles il utilise ses photographies pour explorer les sujets sous-estimés de l'environnement urbain tels que les tracts par terre, les débris, les graffiti.
Il explore aussi les thèmes de la surveillance, de la mémoire et des relations entre l'architecture et le pouvoir.

## Biographie
John Gossage s'est intéressé très tôt à la photographie, et a quitté l'école à 16 ans pour prendre des cours privés avec Lisette Model, Alexey Brodovich et Bruce Davidson. Puis il a emménagé à Washington D.C. pour étudier au Washington Gallery of Modern Art où il a obtenu une bourse d'études. Il expose ses photos, seul ou avec d'autres photographes, depuis 1963. Ses œuvres sont aujourd'hui exposées au Musée d'art moderne de New York, au Corcoran Gallery of Art de Washington D.C., au Sprengel Museum de Hanovre en Allemagne, et Canadian Centre for Architecture à Montréal.
Ses travaux publiés incluent le Berlin in the Time of the Wall (2004), une œuvre qui réunit 10 000 photos prises pendant une étude de 20 and de la ville, The Romance Industry (2002), Empire (2000), There and Gone (1997), The Things That Animals Care About (1988), Stadt des Schwarz, LAMF: Three Days in Berlin 1987 (1987), puis Hey Fuckface! (1984), une étude sur les sites de déchets listés pour l'agence de protection de l'environnement, dans les environs de Staten Island et Syracuse dans l'État de New York.
La plupart de ces livres ont été publiés dans des formats hors du commun, comme celui en bois avec des tiges en plexiglas, ou celui fait avec cache-papier pour journaux. En 2002, il publie Snake Eyes en collaboration avec sa femme à ce moment-là, Terri Weifenbach.

## Collections
John Gossage est présent dans de nombreuses collections, dont :
- MoMA, New York
- Sprengel Museum, Hanovre
- Corcoran Gallery of Art, Washington